# Olszewka (condado de Ciechanów)
Olszewka es un pueblo de Polonia, en Mazovia.  Se encuentra en el distrito (Gmina) de Sońsk, perteneciente al condado (Powiat) de Ciechanów. Se encuentra aproximadamente a 6 km al noreste de Sońsk, 11 km al sureste de Ciechanów, y a 69 km  al norte de Varsovia. Su población es de 1.238 habitantes.
Entre 1975 y 1998 perteneció al voivodato de Ciechanów.